# Ludwig Grünberg
Ludwig Grünberg (n. 12 noiembrie 1933, Buzău – d. 8 ianuarie 1995, București) a fost un filosof român, profesor universitar. Este inițiatorul unui program de cercetare ce a vizat construirea unei ontologii a umanului axio-centrică .

## Biografie
Ludwig Grűnberg s-a născut pe 12 noiembrie 1933 în Buzău. Urmează cursurile Liceului Teoretic din Buzău, iar în anul 1951 începe cursurile Facultății de Filosofie a Universității din București pe care o finalizează în 1955 ca șef de promoție și cu diplomă de merit.
Imediat după absolvirea studiilor universitare, devine preparator principal în cadrul Facultății de Filosofie a Universității din București, funcție pe care o ocupă până în anul 1956, după care profesează în cadrul aceleiași instituții ca asistent universitar (1956-1957), iar apoi ca lector universitar (1957-1958).
Din anul 1958, devine membru al Catedrei de Filosofie din cadrul Academiei de Studii Economice unde predă o serie de cursuri până în anul 1962.
În anul 1962 obține doctoratul cu teza „Analiza filosofiei personaliste” sub îndrumarea profesorului coordonator Dumitru D. Roșca, după care este avansat în poziția de conferențiar universitar. Din anul 1971 devine profesor, iar din 1973 conducător de doctorat. 
În anul 1978 vizitează în calitate de profesor invitat Universitatea din Bufallo, SUA unde continuă să se specializeze în filosofia valorilor și filosofia culturii.
În decursul activității sale pedagogice a predat cursuri de istoria filosofiei, filosofia culturii, estetică și axiologie.  De asemenea a fost inițiatorul și coordonatorul Cercului de Axiologie din cadrul Academiei de Studii Economice, unde s-au format o serie de specialiști în domeniu din diverse instituții de învățământ superior din țară.
De asemenea, a avut calitatea de membru în consiliul unor numeroase asociații profesionale naționale și internaționale printre care se numără: Institutul Mondial de Fenomenologie, Societatea Americană de Axiologie, Institutul Internațional de Sociologie, Societatea pentru filosofia creativității, Societatea Internațională pentru Universalism, Consiliul onorific „The Journal of Value Inquiry”, Comitetul director „International Husserl /Phenomenological Research Society” și Comitetul Știinific, „Review Internationale de Philosophie”.
Mai mult decât atât, timp de trei ani, a fost vicepreședintele Societății Internaționale de Axiologie.

## Contribuții
Având în fundal o înțelegere marxistă a societății, Ludwig Grünberg a apelat la instrumentele filosofiei fenomenologice și analitice  pentru a dezvolta o complexă teorie relațională a valorilor, care permite înțelegerea unor trăsături fundamentale ale acestora: caracterul lor polar și ierarhic , subiectiv și în același timp social, dinamic și relativ la context . Capacitatea de a valoriza este pentru Grünberg definitorie pentru ființa umaă; pornind de aici, el a formulat structura teoretică a unei comprehensive ontologii a umanului . Cartea sa The Mystery of Values (2000), care include cele mai importante rezultate, a fost recunoscută ca o contribuție semnificativă în domeniul axiologiei și al ontologiei umanului.
Traducerile relativ recente ale lucrările sale în limba engleză au căpătat rezonanță în comunitatea științifică. De exemplu, teoria generală a valorilor dezvoltată de Ludwig Grünberg a fost preluată de Sarah Dodds, Sandy L. Bulmer și Andrew J. Murphy și utilizată pentru a studia experiențele spirituale ale clienților serviciilor medicale . De asemenea, lucrările lui Ludwig Grünberg s-au dovedit utile în sublinierea caracterului dinamic și relativ al valorilor pe care studenții le pot asimila prin participarea la cursuri ce vizează știința calculatoarelor și tehnologia informației . Publicațiile sale sunt relevante nu doar pe plan aplicativ, ci și din punct de vedere teoretic. De exemplu, Sharon Ponsonby-McCabe și Stephen Brown au subliniat importanța imaginarului valoric în consolidarea unui cadru interpretativ de studiere a proceselor de formare a miturilor în interiorul unei culturi . Conceptul de „polifonie a valorilor” utilizat de Ludwig Grünberg a fost găsit relevant din punct de vedere teoretic în etica afacerilor, pentru a determina modul în care se definește caracterul subiectiv și intersubiectiv al mecanismelor de ierarhizare a constructelor și credințelor din societate . 

## Recunoaștere
Activitatea sa a fost recunoscută atât pe plan național – fiindu-i conferit Premiul Academiei „Vasile Conta” pentru cartea „Axiologia și condiția umană” (1972), cât și pe plan internațional – fiindu-i conferită o diplomă de onoare a Universității din Cambridge, UK (1979).

## Lucrări
Pe parcursul activității sale a publicat 4 cărți, 18 volume colective și peste 400 de studii și articole (peste 35 apărute în volume și reviste din SUA, UK, Italia, Franța, Olanda, India, Algeria, Canada, etc.). A publicat de asemenea permanent eseuri, cronici teatrale, în revistele de cultură ale epocii și a avut apariții la emisiunile culturale ale TVR .

### Cărți de autor
- The mystery of values. Studies in Axiology, volum în colecția „Value Inquiry Book Series”, vol 95, Amsterdam-Atlanta: Rodopi, 2000,  https://brill.com/view/title/31386
- Opțiuni filosofice contemporane, București: Editura Politică, 1981
- Ce este fericirea?, București: Editura Științifică și Enciclopedică, 1978
- Axiologia și condiția umană, București: Editura Politică, 1972

### Volume coordonate
- Ontologia umanului  (coordonator: Ludwig Grünberg), București: Editura Academiei, 1989

### Articole și capitole
- Value-revaluation and the axiological perspective in philosophy, în ”The Journal of Value Inquiry“, nr. 2/1969, S.U.A., pp. 86/107
- Les valeurs face à la mensuration în ”Revue Internationale de Sociologie“ , nr.3/1969, pp.101 – 125, Italia
- Filosofie și axiologie în volumul ”Ce este folosofia? “, Editura Științifică, 1970,
- Knowledge of Values in the Technological and Scientific Epoch , în ”Proceedings of the XV – th World Congress of Philosophy “, Varna 1973, pp. 203/211; reprodus în ”Darshana International“ nr. 2/1974, India.
- Baudelaire și paradisurile artificiale ale artelor plastice. Prefață la Ch. Baudelare  ”Curiozități estetice “, Editura Meridiane, 1971
- René Huyghe și permanența artei (prefață la R. Huyghe ”Puterea imaginii “, Editura Meridiane, 1972
- Pierre Francastel și virtuțile limbajului plastic. Prefață la P. Francastel ” Pictură și societate“, Editura Meridiane, 1970
- Axiological Approaches in Modern Culture , în volumul ” Crisis and Consciousness“, edited by Ralph M. Faris, B.R. Grüner Publishing House, Amsterdam, 1977, pp. 33-55
- Rationality and the Basis of the Value Judgment, în revista internațională de axiologie ”The Journal of Value Inquiry“ , nr. 2/1978, pp. 126 – 134
- Teoria generală a sistemelor: concepte, implicații metodologice, controverse, în volumul ”Sisteme în științele sociale “, coordonator Mircea Malița, Editura Academiei, 1977, pp. 79 – 89
- The Orpheus Myth and the Society of Creation (în volumul ”Explorations in Philosophy and Society “, edited by Ch. Cunneen, D.H. De Grood, B.R. Grüner Publishing Co., 1978, pp. 43 – 53
- Coordinates of a Particular Ontology of the Human Condition (an anthology), Editura Științifică și Enciclopedică 1979
- Value – Fundamental Concept of the Philosophy of Cultural, în ” Proceedings of the XVIIth World Congress of Philosophy“, Montreal 1983, pp.232-239.
- Eseurile lui Montaigne și condiția umană (prefață la Montaigne ” Eseuri“, BPT, Editura Minerva 1984, 42 pag. și îngrijirea ediției: note, tabel cronologic)
- Herméneutique et axiologie: le projet d´une ontologie de l´humain , în ” Revue roumaine des sciences sociales“, série de Philosophie et Logique, tome 28, nr. 3-4/1985
- From Phenomenology to an Axio-centric Ontology of the HumanCondition, în seria de volume ” Analecta Husserliana“, A.T.Tymieniecka (ed), D. Reidel Publishing Company, Dordracht, Holland, 1986, vol XXI, pp. 249 – 273
- The ” Life – World“and the Axiological Approach in Ethica, în ” Analecta Husserliana“, A.-T.Tymieniecka (ed), D. Reidel Publishing Co, Dordrecht, 1987, vol XXII, pp. 287 – 296
- La littérature et la tentation d´une culture postphilosophiqual în ” Cahiers roumains d´études littéraires“, nr. 1/1987, 32 pag)
- The Problem of Axiological Rationality, în ” Proceeding of the XVIII-th World Congress of Philosophy“, Brighton 1988; reprodus în ” Revue roumaine des sciences sociales“ nr. 3-4/1987, pp.16-20
- Are Values Objective?, în volumul Inquiries into Values, The Inaugural Session of the International Society for Value Inquiry , Brighton 1988), edited by Sander H. Lee, The Edwin Mellen Press, New York, 1988, pp. 219 – 229
- Încercare de clasificare epistemologică a doctrinelor axiologice, în revista ”Forum-științe sociale“, nr. 2/1981, 13 p.
- L´ésthétique et l´axiologie du language plastique, în ” Revue roumaine des sciences sociales“, série Philosophie et Logique, tome 31, nr. 3-4/1987, pp. 245-252.
- Ontologia umanului ca ontologie axio-centrică în volumul ”Ontologia umanului “ (coordonator: Ludwig Grünberg), Editura Academiei, 1989, pp. 7-12, 79-88, 137-142, 156-166, 182-185.
- The Future of Art and the Theory of Postphilosophical Culture, în volumul ”The Future of Art. International Congress on the Philosophy of Art “, August 7-10, 1990, Lahti, Finland, 1990, pp. 51-55.
- The Phenomenology of Value and the Value Phenomenology,  în seria de volume ”Analecta Husserliana“, A.T. Tymieniecka, ed. Kluwer Academic Publishers, Netherlands 1990, vol. XXXI, pp. 199-206.
- Values and Culture: A Universalist Approach, în revista internațională de universalism ”Dialogue and Humanism“ (The Universalist Quarterly), nr. 3-4/1991, pp.65-71.
- The Human Ontology and the Contemporary Hierarchy of Values, în volumul ”Universalism Today“, Dieter Claessens and Rainer Mackensin (editors), Berlin,T.U.B., 1992, pp. 110 – 115